# 15-та окрема бригада артилерійської розвідки «Чорний ліс»
15-та окрема бригада артилерійської розвідки «Чорний ліс» (15 ОБрАР, в/ч А1108) — формування артилерійських військ у складі Сухопутних військ Збройних сил України.
Бригада носить почесне найменування «Чорний ліс» — на честь історичної місцевості Наддніпрянської України, що уславилася своїми повстанцями.

## Історія
24 серпня 1991 року 337-му реактивну артилерійську бригаду армії СРСР було підпорядковано Верховній раді України.
12 грудня 1991 року — бригаду включено до складу ЗСУ, 19 січня 1992 року особовий склад бригади склав присягу на вірність народу України.
1998 — перший реактивно-артилерійський дивізіон «Смерч» 337-ї реактивної артилерійської бригади здійснював бойові пуски на військовому полігоні «Чауда».
20 серпня 2003 року — на базі 337-ї гвардійської артилерійської бригади сформовано 15-й полк реактивної артилерії.
У 2003 році бойову підготовку 15-го реактивного полку було визнано найкращою серед військових колективів Західного оперативного командування у 2003 році та нагороджено перехідним вимпелом Західного оперативного командування.
У 2005—2006 роках третій реактивний артилерійський дивізіон «Ураган» 15-го реактивного артилерійського полку проводив табірні збори на 232-му загальновійськовому полігоні, де здійснював пуски штатним пострілом. За виконання вогневих завдань дивізіон отримав оцінку «добре».
У 2008 році перший реактивний артилерійський дивізіон 15-го реактивного артилерійського полку виконував бойові пуски на військовому полігоні «Чауда», а саме вогневі завдання штатним пострілом. За це виконання отримав оцінку «відмінно».
У червні 2012 року особовий склад полку взяв участь у 20-му огляді-конкурсі на найкращу організацію фізичної підготовки та спорту в ЗСУ, особовий склад полку виконав понад 100 розрядів ВСК і посів перше місце серед окремих полків ЗСУ.

### Російсько-українська війна на сході України
З квітня 2014 року 15-ий гвардійський реактивний артилерійський полк був задіяний в АТО на Сході України.
26 серпня росіяни обстріляли колону полку під Георгіївкою, загинув сержант Юрій Комар.
Указом Президента від 18 листопада 2015 року з назви полку прибрано згадки про радянські ордени.

### Російсько-українська війна з 2022
У вересні 2022 року бригада брала участь у Слобожанському (Харківському) контрнаступі ЗСУ.

## Традиції

### Нагороди і почесні назви
- «Дрогобицький» — наказом Міністра оборони України № 411 від 21 серпня 2008 року.[4]

- 4 травня 2006 року полку вручено Бойовий Прапор, високу оцінку зусиль колективу в підтриманні обороноздатності України.
- Почесне найменування «Чорний ліс» (3 листопада 2023).[5]

### Символіка

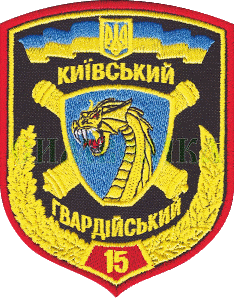
Нарукавний знак (колишнього) 15-го реактивного артилерійського полку

До 2022 року, на старому нарукавному знаку 15-го реактивного артилерійського полку було зображено щит із зображенням голови дракона, увінчаний малим Державним Гербом України, на тлі схрещених гарматних стволів. Голова дракона уособлює потужність ракет.
На емблемі бригади в чорному полі зображено золотого орла з двома дубовими листками в лапах і червоним щитком на грудях, на якому змальовано золоту лілію з кинджалом посередині.
У липні 2022 року співак Віктор Винник написав марш бригади, а 11 вересня представив його у власному виконанні.

## Командування
- 2012—2020: полковник Дем'янчик Григорій[10]
- з 10.08.2022: полковник Попов Олександр Олександрович[11][12]

## Озброєння
- реактивна система залпового вогню «Смерч»[13]
- розвідувальний безпілотний комплекс «Шарк»[14][15]

## Втрати
- 26 серпня 2014 — Комар Юрій Ігорович, сержант, командир відділення. Загинув внаслідок обстрілу росіянами колони полку в Георгіївці.
- 21 листопада 2019 — Шацький Богдан Олексійович, старший лейтенант, командир батареї. Загинув в ДТП, яка сталася під час виконання службових обов'язків поблизу села Клинове.[16]
- 28 жовтня 2024 — Лаганяк Василь Васильович, молодший сержант, начальник радіолокаційної станції. Загинув під час виконання бойового завдання поблизу селища Роздольне на Донеччині.[17][18][19]